# Црква Светог Мине у Каиру
Црква Светог Мине (египатски арапски: كنيسة مارمينا кенисет Мар-Мина) је коптска православна црква у близини Каира и једна је од најстаријих коптских цркава у Египту, која датира из 6. века.

## Географски значај
Црква Светог Мине налази се у северном делу Каира, смештена је у региону познатом као Фум ал-Калиг, северно од римског аквадукта и чувене Вавилонске тврђаве, на хришћанском гробљу у северном крају Стари Каиро.
Фум ал Калиг је технички северно од Старог Каира, међутим, још увек је под Коптском православном епархијом Старог Каира, Маниала и Фум Ал-Калига.
Фум ал Кхалиг је такође познат као Ал-Хамра. Коптска православна епархија обухвата Ел-Хамру као и коптски Каиро. Црква светог Мине је још увек веома близу древних цркава Старог Каира и вероватно је прва коптска православна црква у Каиру, осим неколико цркава које су све биле у области Старог Каира у то време. Не само да је то доказ ранијег постојања коптског православног хришћанства у Каиру изван Старог града, већ је и један од ретких преживелих делова и великих остатака коптске архитектуре који су сачувани.

## Историја
Црква светог Мине је, уз Унескову светску баштину Абу Мену, један од навише признатих архитектонских елемената који су названи по светм Мини. Основана у 6. веку, такође је једна од најстаријих цркава у Египту. У 8. веку је црква уништена за време владавине халифе Хишама Ибн Абдел Малика Ибн Марвана, а убрзо затим поново изграђена.
1164. године, црква је поново обновљена.  Стубови су сазидани да замене мермерних стубова. Ови исти зидани стубови, који и данас постоје, одвајају наос од пролаза са по шест са сваке стране.
Данас су од зграде из 8. века остали само делови централног светилишта и спољашњег зида. Црква је подељена на више светилишта, наос и припрате. Туристи могу да виде приказ Свете Коптске Библије са зидова цркве. Садашња зграда је димензија око 20,5 са 15 метара и висока је 13,5 метара.
У овој цркви су се раније чувале мошти Светог Мине, међутим већина ових моштију је 1962. године пренета у чувени манастир Светог Мине у Мариуту (код Александрије). Једине преостале се чувају у припрати цркве. На јужном светилишту налази се светилиште које садржи бројне прелепе иконе извезене у коптском стилу.

## Терористички инцидент
Дана 29. децембра 2017. године, цркву су напали исламистички милитанти. Полиција је приметила двојицу мушкараца који су се сумњиво понашали, који су запуцали на полицију. Погинула су три полицајца, један од нападача и још седам особа. Утврђено је да је мртви нападач носио појас са експлозивом. Други нападач је накнадно ухапшен. Отприлике сат времена касније, нападнута је и оближња радња у власништву Копта, са још два смртна случаја.